# آنکیجابه
آنکیجابه (به لاتین: Ankijabe) یک منطقهٔ مسکونی در ماداگاسکار است که در آمباتو-بوئنی واقع شده‌است. آنکیجابه ۱۹٬۰۰۰ نفر جمعیت دارد و ۱۱۴ متر بالاتر از سطح دریا واقع شده‌است.